# Михаткино
Михаткино (мар. Кожважвуй) — деревня в Горномарийском районе Марий Эл Российской Федерации. Входит в состав Виловатовского сельского поселения.
Численность населения — 167 чел. (2010 год).

## География
Располагается в 4,5 км от административного центра сельского поселения — села Виловатово. Деревня имеет сложную конфигурацию и состоит из отдельных околотков, расположенных вдоль отдельных разветвлений оврагов.

## История
Впервые околодок Михаткин из деревни Средние Кожважи упоминается в 1859 году.

## Известные уроженцы
- Емельянов Андрей Архипович (1909—1977) — советский государственный, административный и хозяйственный деятель. Депутат Верховного Совета СССР VI созыва (1962—1966). Член ВКП(б) с 1940 года. Участник Великой Отечественной войны и советско-японской войны (1945).

## Население
| 2002 | 2010 |
| ---- | ---- |
| 165  | ↗167 |